# الهيروغليفية المخطوطة

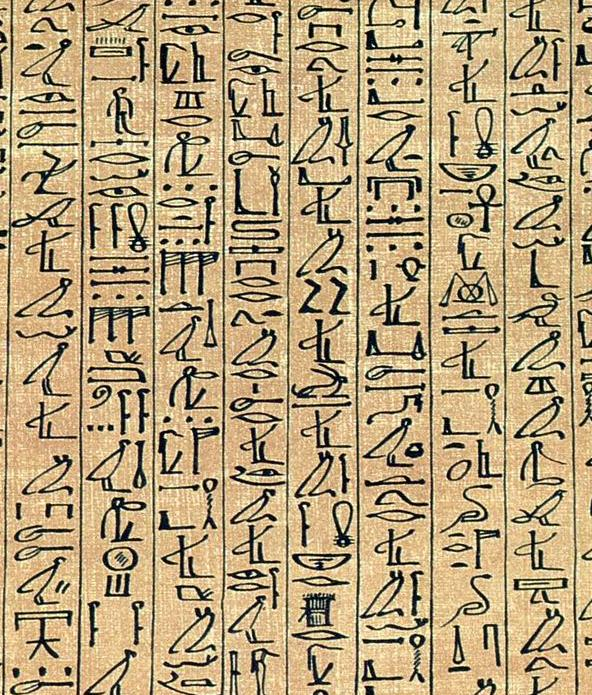
جزء من بردية آني يظهر بها حروف هيروغليفية مخطوطة

الكتابة الهيروغليفية المخطوطة، أو يد الكتاب الهيروغليفية، هي شكل من أشكال الكتابة الهيروغليفية المصرية التي تستخدم عادة للوثائق الدينية المكتوبة بخط اليد، مثل كتاب الموتى. كان هذا النمط من الكتابة يُكتب عادةً بالحبر وفرشاة القصب على ورق البردي أو الخشب أو الجلد. كانت شائعة بشكل خاص خلال فترة الرعامسة، وتستخدمها العديد من الوثائق الشهيرة، مثل بردية آني. كما تم استخدامه على الخشب للأدب الديني مثل نصوص التوابيت.
لا ينبغي الخلط بين الكتابة الهيروغليفية المخطوطة والصيغة المخطوطة الحقيقية للهيروغليفية المعروفة باسم الهيراطيقية. لدى الهيراطيقية العديد من الحروف المركبة والعلامات الفريدة من نوعها. ومع ذلك، هناك درجة معينة من التأثير من الهيراطيقية في المظهر المرئي لبعض العلامات. أحد الاختلافات المهمة هو أن اتجاه الكتابة الهيروغليفية المتصلة ليس ثابتًا، حيث تتم القراءة من اليمين إلى اليسار أو من اليسار إلى اليمين اعتمادًا على السياق، بينما تتم قراءة الهيراطيقية دائمًا من اليمين إلى اليسار. اتجاه القراءة من اليمين إلى اليسار هو أيضًا الأكثر شيوعًا في كتابة الحروف الهيروغليفية المتصلة، ولكن عادةً ما يتم ترتيبها في أعمدة بدلاً من صفوف.
تم تطوير هذا النمط من الكتابة الخطية لحل مشكلتين رئيسيتين للكتابة الهيروغليفية المقدسة، وهما الوقت الطويل جدًا المطلوب لكتابة كل حرف وصعوبة تكييف هذه الكتابة مع الأسطح التي لا تفضي إلى النقش. في الواقع، تم استخدام الهيروغليفية المخطوطة في النصوص، حيث لم تكن الجماليات ذات أهمية أساسية.
بينما أعطت الكتابة الهيروغليفية المقدسة أهمية كبيرة للتفاصيل بحيث يكون كل رمز عملاً فنياً في حد ذاته، تحاول الكتابة الهيروغليفية المخطوطة، بضربات أقل دقة، تمثيل نفسها بأقل جانب رمزي أساسي للتعرف عليها. على الرغم من أنها لا تزال تحتفظ ببعض جوانبها التصويرية.